# Мафехабль
Мефехабль (рос. Мафэхабль; адиг. Мафэхьабл) — аул Майкопського району Адигеї Росії. Входить до складу Кіровського сільського поселення.
Населення — 117 осіб (2015 рік).